# 아산 봉곡사 대웅전 및 고방
아산 봉곡사 대웅전 및 고방(牙山 鳳谷寺 大雄殿 및 庫房)은 대한민국 충청남도 아산시 송악면 유곡리, 봉곡사에 있는 통일신라의 대웅전 및 고방이다. 1993년 7월 20일 충청남도의 문화재자료 제323호로 지정되었다.

## 개요
봉곡사는 봉수산의 동북계곡에 있는 절로, 기록에 따르면 신라 진성여왕 원년(887)에 도선국사가 세웠다고 전한다. 이후 여러 차례 고쳐 지었으며 임진왜란 때 폐허가 된 것을 인조 24년(1647)에 다시 세우고 정조 18년(1794) 고쳐 세웠다. 이때까지는 절 이름이 석암사였으나 고쳐 지으면서 봉곡사로 이름을 바꾸었다.
그 뒤 고종 7년(1891) 법당과 요사를 고쳐 지어 오늘에 이르고 있다.

## 같이 보기
- 봉곡사

## 참고 자료
- 봉곡사대웅전및고방 - 국가유산청 국가유산포털